# 庫爾斯克省
庫爾斯克省（俄语：Курская губерния）是俄羅斯帝國和蘇聯早期的一個省份，包括今日的庫爾斯克州和別爾哥羅德州的大部。1905年時面積46,454平方公里，1897年人口2,371,012人。首府庫爾斯克。
1796年建省，1928年被納入中央黑土區。